# 山口利昭
山口 利昭（やまぐち としあき、1960年6月26日 - ）は日本の弁護士。会社役員。ブログ「ビジネス法務の部屋」管理人。
大東建託株式会社社外取締役、大阪市高速電気軌道株式会社や大阪大学ベンチャーキャピタル株式会社の監査役を務める。また日本内部統制研究学会や一般社団法人日本公認不正検査士協会、特定非営利活動法人日本・コーポレート・ガバナンス・ネットワークの理事や日本弁護士連合会司法制度調査会社外取締役ガイドライン検討チーム幹事でもある。財務省再生プロジェクト推進会議メンバー。

## 来歴
福岡県大牟田市出身。大阪大学法学部卒業。1990年に弁護士登録（司法修習42期）、大阪弁護士会所属。かつてはニッセンホールディングスの社外取締役や消費者庁公益通報者保護制度検討委員会委員、同志社大学法科大学院講師、大阪市交通局監査役などを務めていた。
大東建託においては2013年に熊切直美の大東建託社長就任とともに社外取締役に就任し、監査役会設置会社の大東建託に任意で設置されているガバナンス委員会（指名委員会等設置会社の指名委員会、報酬委員会にあたる）の委員長でもある。2018年4月より、大阪市高速電気軌道株式会社（大阪メトロ）の社外監査役を務める。

## 経歴
- 1990（平成2）年
  - 3月:大阪弁護士会登録。
- 2004（平成16）年
  - 6月:株式会社フレンドリー社外監査役
- 2006（平成18）年
  - 12月:IPO企業統治システム研究会副代表
- 2007（平成19）年
  - 4月:同志社大法科大学院講師
- 2008（平成20）年
  - 4月:大阪弁護士会弁護士業務改革委員会委員
  - 7月:日本弁護士連合会業務改革委員会企業コンプライアンスプロジェクトチーム幹事
  - 10月:日本内部統制研究学会理事（現任）
- 2010（平成22）年
  - 10月:一般社団法人日本公認不正検査士協会理事（現任）
- 2012（平成24）年
  - 7月:日本弁護士連合会司法制度調査会社外取締役ガイドライン検討チーム幹事（現任）
- 2013（平成25）年
  - 3月:株式会社ニッセンホールディングス社外取締役
  - 6月:大東建託株式会社社外取締役（現任）
- 2014（平成26）年
  - 8月:特定非営利活動法人日本コーポレート・ガバナンス・ネットワーク理事（現任）
  - 12月:大阪大学ベンチャーキャピタル株式会社社外監査役
- 2015（平成27）年
  - 2月:大阪市交通局監査役[6]
  - 6月:消費者庁公益通報者保護制度検討委員会委員
- 2018（平成30）年
  - 4月:大阪市高速電気軌道株式会社社外監査役（現任）
  - 7月:財務省コンプライアンス推進会議　アドバイザー（現任）
- 2019（令和元）年

　　 •7月:財務省再生プロジェクト推進会議　有識者委員（現任）
- 2021 (令和3) 年 10月:三菱電機ガバナンスレビュー委員会委員長